# Inresjön
Inresjön är en sjö i Kalix kommun i Norrbotten och ingår i Kalixälvens huvudavrinningsområde. Sjöns area är 0,02 kvadratkilometer och den befinner sig 52 meter över havet.